# Basikhola
Basikhola (nep. बासीखोला) – gaun wikas samiti we wschodniej części Nepalu w strefie Kośi w dystrykcie Bhojpur. Według nepalskiego spisu powszechnego z 2001 roku liczył on 830 gospodarstw domowych i 4206 mieszkańców (2224 kobiet i 1982 mężczyzn).